# GWR Clase 2884
Se denomina GWR Clase 2884 a una serie de locomotoras de vapor del tipo 2-8-0, desarrolladas por Charles Collett para el Great Western Railway. Estaban basadas en un diseño anterior de George Jackson Churchward, la Clase 2800, por lo que en ocasiones todas ellas se consideran pertenecientes a esta última clase.

## Historia
Las 2884 se diseñaron para trabajos pesados de carga y diferían de las máquinas de la Clase 2800 originales (Nos. 2800-2883) en varios aspectos, el más obvio es que se les proporcionó una cabina con ventana lateral más moderna propia de los diseños de Collett, y que se construyeron con tuberías de vapor exteriores.

### Producción
Las 83 máquinas de la Clase 2884 se construyeron entre 1938 y 1941. Las fabricadas durante los años de la Segunda Guerra Mundial no tenían la ventana lateral de la cabina, que se tapó en las máquinas anteriores para reducir su luminosidad nocturna como precaución contra los ataques aéreos enemigos. Las ventanas se volvieron a habilitar después de la guerra.
| Año     | Cantidad | Lote No. | Números de las locomotoras | Notas |
| ------- | -------- | -------- | -------------------------- | ----- |
| 1938-39 | 20       | 321      | 2884-2899, 3800-3803       |       |
| 1939-40 | 20       | 328      | 3804-3823                  |       |
| 1940-41 | 10       | 334      | 3824-3833                  |       |
| 1941-42 | 10       | 341      | 3834-3843                  |       |
| 1942    | 23       | 346      | 3844-3866                  |       |

Las locomotoras eran tan populares entre las antiguas tripulaciones del Great Western, que las autoridades operativas de la Región Oeste de British Railways solicitaron que se construyeran nuevas locomotoras de la Clase 2884 tras la nacionalización en 1948. Sin embargo, esta solicitud se rechazó a favor de las máquinas BR Clase Standard 9F.

### Quemadores de fuelóleo
Durante la Segunda Guerra Mundial, entre 1945 y 1947, la escasez de carbón hizo que el GWR experimentara con locomotoras de la serie 2800 equipadas con quemadores de fuelóleo. Se adaptaron ocho máquinas de la Clase 2884, siendo renumeradas a partir del 4850. El experimento, alentado por el gobierno, se abandonó en 1948 una vez que se calcularon los costos adicionales del mantenimiento y llegó la factura del combustible importado.

### Pruebas de intercambio de locomotoras de 1948

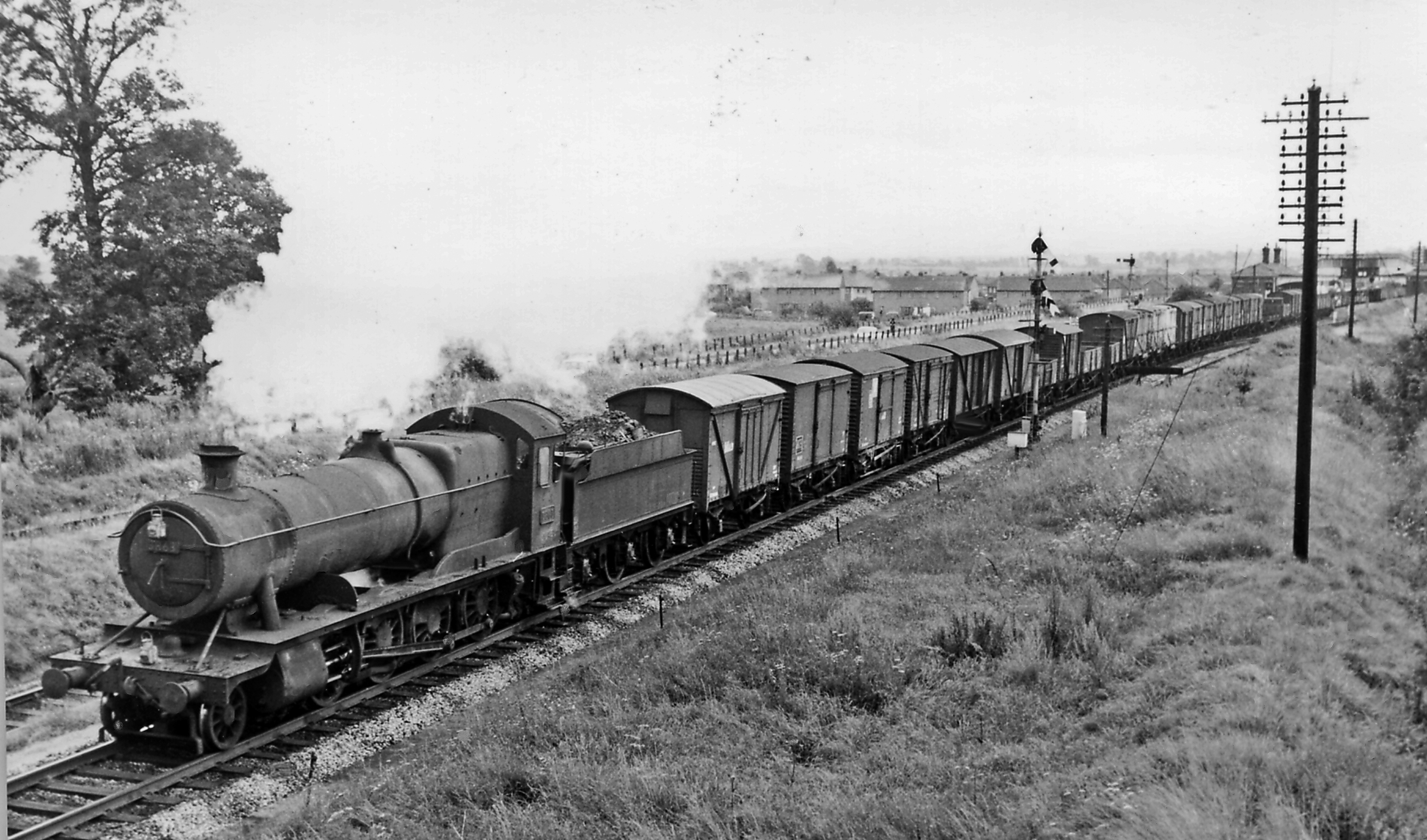
Locomotora No. 3863 en un flete procedente de Londres al oeste de Patchway (12 de agosto de 1963)

En el año 1948 la locomotora No. 3803 de la Clase 2884 (posteriormente preservada), participó con notable éxito en las Pruebas de Intercambio de Locomotoras de 1948 frente a máquinas más modernas, incluidas la LMS 8F y la WD Austerity 2-8-0 y WD Austerity 2-10-0. Fue necesaria la aparición en 1954 de las máquinas BR Clase Standard 9F 2-10-0 de British Rail para desplazar a las 2800 de su función principal de transporte de minerales. Sin embargo, todavía siguieron trabajando hasta 1965 en la región occidental con el final de la tracción de vapor. Seis décadas de servicio atestiguan la excelencia del diseño original de Churchward.

## Retirada
| Año  | Cantidad en servicio a comienzo del año | Cantidad de desguaces | Cantidad acumulada de desguaces | Números de las locomotoras                                                                      |
| ---- | --------------------------------------- | --------------------- | ------------------------------- | ----------------------------------------------------------------------------------------------- |
| 1962 | 83                                      | 1                     | 1                               | 3827.                                                                                           |
| 1963 | 82                                      | 16                    | 17                              | 2888-89/92/94/97-98, 3803/06/11/31/33/39/43/46/53/58.                                           |
| 1964 | 65                                      | 32                    | 49                              | 2884-87/91/93/96, 3800-01/04-05/09-10/14-15/19/21-22/24-25/28-29/32/34/38/41/45/47/52/56-57/60. |
| 1965 | 32                                      | 34                    | 83                              | 2890/95/99, 3802/07-08/12-13/16-18/20/23/26/30/35-37/40/42/44/48-51/54-55/59/61-66.             |

## Preservación
Del total de máquinas producidas de la Clase 2884, se salvaron nueve unidades de ser achatarradas en el desguace de Woodham Brothers en Barry (Gales), en Gales del Sur, y cuatro de ellas han estado operativas posteriormente:
| Número | Año de construcción | Retirada a desguace | Localización                                         | Estado                                                   | Imagen | Notas |
| ------ | ------------------- | ------------------- | ---------------------------------------------------- | -------------------------------------------------------- | ------ | --- |
| 2885   | Mar 1938            | Ene 1964            | Tyseley Locomotive Works                             | En proceso de restauración                               |        | Anteriormente en exhibición en la Estación de Moor Street de Birmingham. |
| 3802   | Dic 1938            | Ago 1965            | Ferrocarril de Llangollen                            | Operativa, la autorización de la caldera expira en: 2027 |        | Emparejada con un ténder Collett de 4000 galones en lugar del ténder Churchward habitual de 3500 galones. Regresó al servicio tras una revisión en enero de 2018, y pasó a operar en Llangollen.                                         |
| 3803   | Ene 1939            | Jul 1963            | Ferrocarril de Vapor de Dartmouth                    | Almacenada                                               |        | Anteriormente basada en el Ferrocarril del sur de Devon, pero vendida al Ferrocarril de Vapor de Dartmouth. |
| 3814   | Mar 1940            | Dic 1964            | Northern Steam Engineering Limited, Stockton-on-Tees | En restauración                                          |        | En restauración a condiciones de funcionamiento. Se mudó al Ferrocarril de Llangollen para continuar con su restauración, pero posteriormente se trasladó a las instalaciones de Northern Steam Engineering Limited en Stockton-on-Tees. |
| 3822   | Abr 1940            | Ene 1964            | Centro del Ferrocarril de Didcot                     | Exhibición estática                                      |        | A la espera de revisión después de ser retirada del tráfico en 2010. En 1989, la 3822 se usó en el video musical de la canción Breakthru de la banda Queen.                                                                              |
| 3845   | Abr 1942            | Jun 1964            | TBC                                                  | Almacenada                                               |        | En un sitio privado en West Midlands a la espera de restauración. |
| 3850   | Jun 1942            | Ago 1965            | Ferrocarril Gloucestershire Warwickshire             | En proceso de revisión                                   |        | Originalmente restaurada y operada en el Ferrocarril del Oeste de Somerset, y después trasladada al Ferrocarril Gloucestershire Warwickshire para una revisión de 10 años.                                                               |
| 3855   | Oct 1942            | Ago 1965            | Ferrocarril del Este de Lancashire                   | En proceso de restauración                               |        | Siendo restaurada a partir de su estado en el desguace de Barry. |
| 3862   | Nov 1942            | Feb 1965            | Ferrocarril de Northampton & Lamport                 | En proceso de restauración                               |        | Siendo restaurada a partir de su estado en el desguace de Barry para ser puesta en servicio. |

## Modelismo
- Hornby Railways fabrica un modelo de la Clase 2884 a escala OO.
- Dapol produce un modelo a escala N.